# Callionymus erythraeus
 Callionymus erythraeus és una espècie de peix de la família dels cal·lionímids i de l'ordre dels cipriniformes que es troba al Mar Roig, Golf Pèrsic i sud de l'Índia.